# Conceição Lima

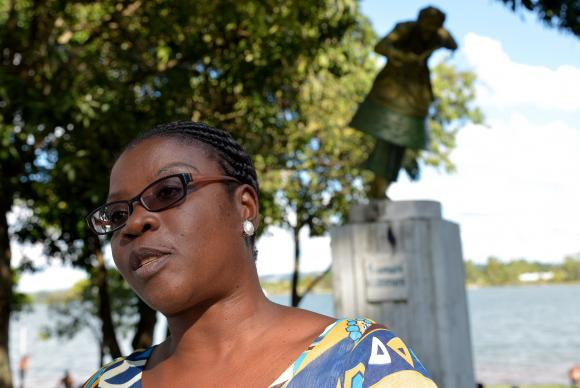

Maria da Conceição de Deus Lima (Santana, 8 de diciembre de 1961) es una escritora y narradora santotomense.
Empezó a escribir poesía de adolescente y estudió periodismo en Portugal y trabajó en radio, prensa y televisión en su país natal. Fundó el semanario O País Hoje y egresó en estudios afrolusos y brasileños en el King's College de Londres, donde reside en la actualidad trabajando para los servicios en portugués de la BBC.

## Obra
- 2004 : O Útero da Casa
- 2006 : A Dolorosa Raiz do Micondó
- 2010 : Manual de Teoria da Tradução
- 2010 : Dupla Tradução do outro cultural em Luandino Vieira
- 2011 : O País de Akendenguê
- 2014 : La Dolorosa radice de Micondò
- 2015 : Quando Florirem Salambás no Tecto do Pico